# Jordi Xumetra
Jordi Xumetra Feliu (L'Estartit, 24 ottobre 1985) è un calciatore spagnolo, centrocampista del L'Escala.

## Carriera
Esordisce in Primera División nella stagione 2013-2014 con la maglia del Levante.

## Palmarès

### Club

#### Competizioni nazionali
- Segunda División: 1

Elche: 2012-2013